# Polygrammodes capitalis
Polygrammodes capitalis là một loài bướm đêm trong họ Crambidae.